# (790) Pretoria
(790) Pretoria ist ein Asteroid des Hauptgürtels, der am 16. Januar 1912 vom südafrikanischen Astronomen Harry Edwin Wood in Johannesburg entdeckt wurde.
Der Asteroid ist nach der südafrikanischen Hauptstadt Pretoria benannt.